# Hotan
| Basisdaten        | Basisdaten       |
| ----------------- | ---------------- |
| Großregion:       | Nordwestchina    |
| Autonomes Gebiet: | Xinjiang         |
| Status:           | Regierungsbezirk |
| Einwohner:        | 2.504.718 (2020) |
| Fläche:           | 248.946 km²      |
|                   |                  |

| Uigurische Bezeichnung          | Uigurische Bezeichnung |
| ------------------------------- | ---------------------- |
| Arabisch-Persisch (Kona Yeziⱪ): | خوتەن                  |
| Lateinisch (Yengi Yeziⱪ):       | Hotǝn                  |
| offizielle Schreibweise (VRCh): | Hotan                  |
| Aussprache in IPA:              | [xɔtɛn]                |
| andere Schreibweisen:           | Khotan                 |
| Chinesische Bezeichnung         |                        |
| Kurzzeichen:                    | 和田地区               |
| Umschrift in Pinyin:            | Hétián Dìqū            |
| Umschrift nach Wade-Giles:      | Ho-t’ien               |

Hotan, oder Khotan ist ein chinesischer Regierungsbezirk im Süden des Uigurischen Autonomen Gebiets Xinjiang im Nordwesten der Volksrepublik China mit einer Gesamtfläche von 248.946 km² und 2.504.718 Einwohnern (Stand: Zensus 2020). Ende 2018 betrug die Einwohnerzahl 2,53 Millionen.
Seine Hauptstadt ist die gleichnamige Stadt Hotan, die vom ersten bis zum 10. nachchristlichen Jahrhundert die Hauptstadt des Königreiches von Hotan war. Durch Hotan ging die Seidenstraße, die von China nach Europa führte.

## Bevölkerung
97 Prozent der Bevölkerung von Hotan sind Uiguren.

## Geschichte

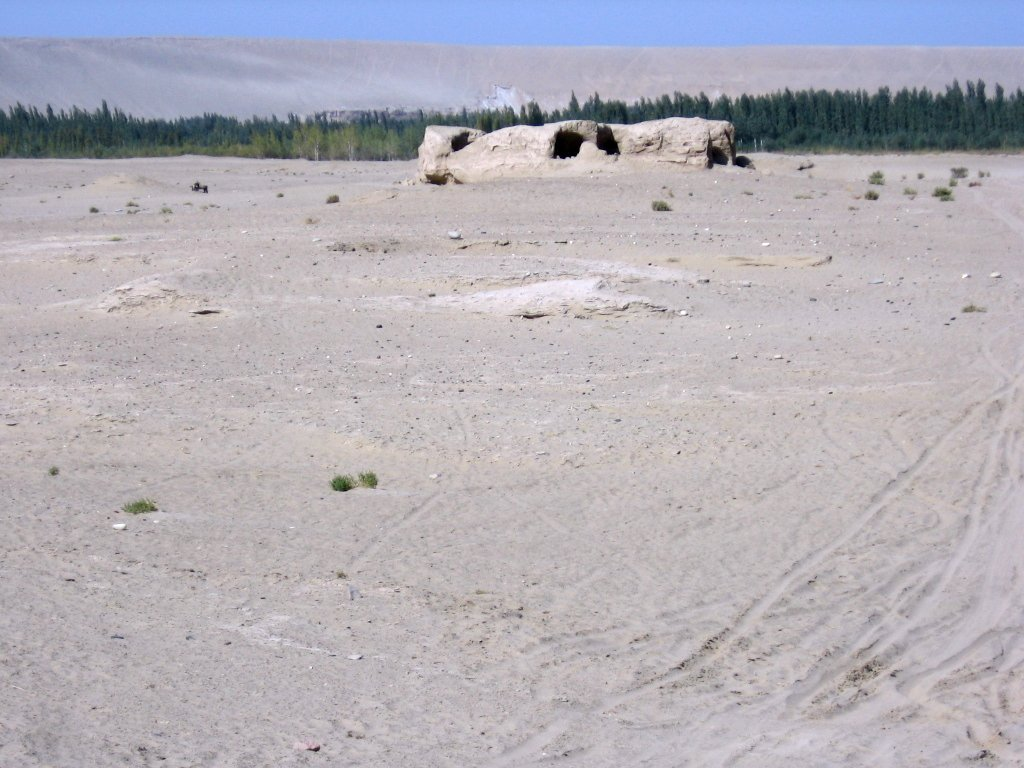
Melikawat-Ruinen in Hotan.

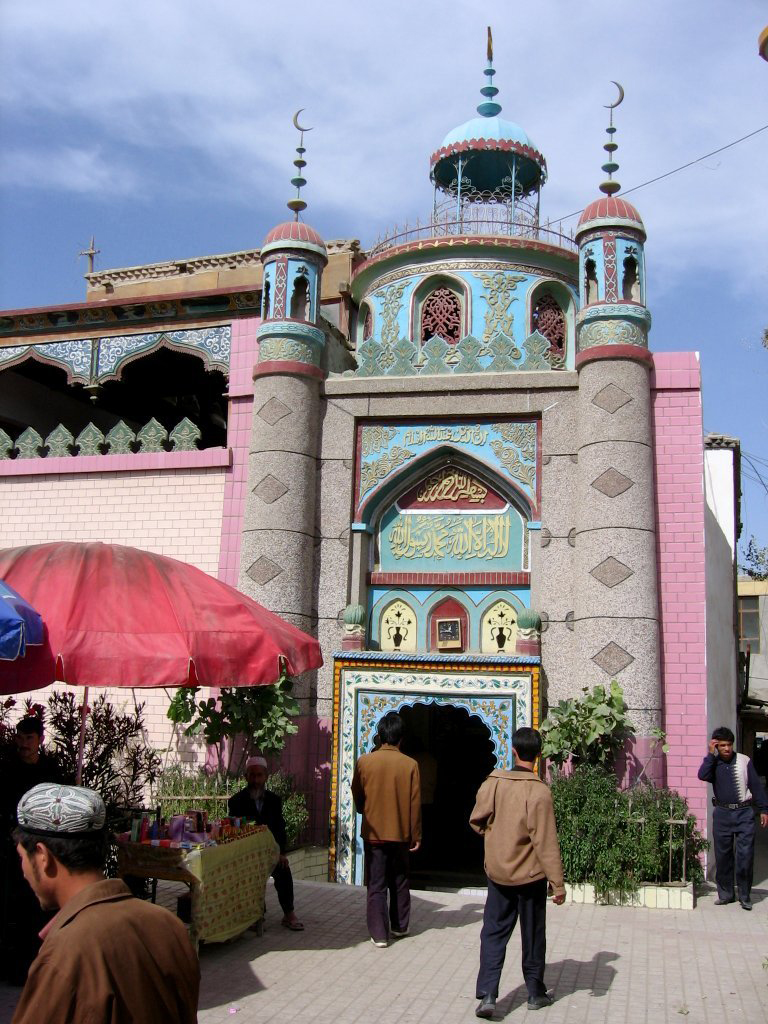
Moschee in Hotan.

Die Frühgeschichte Khotans ist dunkel; spätere, buddhistisch geprägte Legenden sind ohne historische Aussagekraft. Das Reich von Khotan erscheint erstmals um Christi Geburt in chinesischen Quellen. So wird berichtet, dass unter Wudi eine khotanesische Gesandtschaft den chinesischen Hof besuchte. In dieser Zeit besaß Khotan bereits die Vorherrschaft über Teile des westlichen Tarimbeckens, König Guangde (廣德, Guǎngdé) eroberte 61 n. Chr. sogar Yarkant. Aufgrund der unruhigen politischen Situation akzeptierte Guangde 73 chinesischen Militärschutz, als Gegenleistung lieferte Khotan jahrhundertelang Tribut nach China.
Im 3. Jahrhundert beherrschte Khotan nach dem Bericht des Weilüe immer noch mehrere Königreiche im südwestlichen Tarimbecken, um 400 beschrieb der chinesische Pilger Faxian Khotan als ein reiches Land mit zahllosen buddhistischen Klöstern, ähnliche Beschreibungen lieferten auf Songyun im Jahre 519 und Xuanzang (644). In der Tang-Dynastie wurde Chinas Interesse am Tarim-Becken wieder größer, weshalb 648 eine chinesische Garnison als Teil der „Vier Garnisonen von Anxi“ in Khotan stationiert wurde. 670 fiel Khotan kurzzeitig unter tibetische Herrschaft, die dann um 700 von China abgelöst wurde, bevor es gegen 790 wieder von den Tibetern erobert wurde. In der Folgezeit wurde Khotan von dem allgemeinen Niedergang des Tarimbeckens erfasst.
Mitte des 9. Jahrhunderts kamen Uiguren, die nach dem Untergang ihres Kaganats nach Westen wanderten, und errichteten in Kocho ein Königreich, das das östliche Tarimbecken, darunter auch Khotan, umfasste. Staatsreligion war der von den Uiguren mitgebrachte Manichäismus, die Turkisierung des Gebietes schritt voran. Im 11. Jahrhundert eroberten die vordringenden Karachaniden die Stadt, ab 1130 übernahmen die Kara-Kitai die Herrschaft. Danach gehörte Khotan zum Tschagatai-Khanat, zu Moghulistan und zum Dsungarischen Khanat. Nach der Niederlage der Dsungaren gegen die Qing kam Khotan zu China.
1862–73 war die Region an den Dunganenaufständen beteiligt. 1934–37 wurde Dunganistan mit dem Hauptort Hotan relativ unabhängig regiert.

## Ausgrabungen
Das antike Khotan hat eine Vielzahl archäologischer Spuren hinterlassen. Anfang des 20. Jahrhunderts wurden hier von Aurel Stein und wenig später einer japanischen Expedition erste Ausgrabungen durchgeführt. Einige der Tarim-Mumien wurden hier gefunden. In Khotan existieren mehrere archäologische Komplexe. Den größten stellt die alte Hauptstadt Yotkan 8 km westlich des heugtigen Khotan dar; in der Umgebung befinden sich noch mehrere weitere Komplexe, darunter Farhad-Beg Yailaki mit einem Stupa und einem Tempel und der Anlage von Dandan Uiliq, wo mehrere Wohnbauten, Kultanlagen sowie bedeutende auf Sakisch und Sanskrit verfasste buddhistische Texte sowie chinesische Dokumente aus der Zeit von 781–789 gefunden wurden.

## Administrative Gliederung
Administrativ setzt sich der Regierungsbezirk aus einer kreisfreien Stadt und sieben Kreisen zusammen. Diese sind (Einwohner und Flächenangaben von 2010):
- Stadt Hotan (Hotǝn xəⱨiri / 和田市 Hétián Shì), 466 km², 322.300 Einwohner;
- Kreis Hotan (Hotən naⱨiyisi / 和田县 Hétián Xiàn), 41.403 km², 269.941 Einwohner;
- Kreis Karakax (Ⱪaraⱪax / 墨玉县 Mòyù Xiàn), 25.789 km², 500.114 Einwohner;
- Kreis Guma (皮山县 Píshān Xiàn), 39.742 km², 258.210 Einwohner;
- Kreis Lop (洛浦县 Luòpǔ Xiàn), 14.314 km², 232.916 Einwohner;
- Kreis Qira (策勒县 Cèlè Xiàn), 31.688 km², 147.050 Einwohner;
- Kreis Keriya (Keriyə / 于田县 Yútián Xiàn), 39.095 km², 249.899 Einwohner;
- Kreis Niya (Niyə / 民丰县 Mínfēng Xiàn), 56.760 km², 33.932 Einwohner.

## Klimatabelle
|                       | Jan  | Feb  | Mär  | Apr  | Mai  | Jun  | Jul  | Aug  | Sep  | Okt  | Nov  | Dez  |   |     |
| Mittl. Tagesmax. (°C) | 0,8  | 5,4  | 15,2 | 23,3 | 27,5 | 31,0 | 32,6 | 31,4 | 26,9 | 20,2 | 10,6 | 2,3  | ⌀ | 19  |
| Mittl. Tagesmin. (°C) | −9,6 | −4,9 | 2,9  | 10,0 | 14,3 | 17,5 | 19,1 | 18,2 | 13,3 | 5,9  | −1,4 | −7,8 | ⌀ | 6,5 |
|                       |      |      |      |      |      |      |      |      |      |      |      |      |   |     |
| Niederschlag (mm)     | 1    | 2    | 1    | 3    | 7    | 7    | 5    | 3    | 2    | 1    | 0    | 1    | Σ | 33  |
|                       |      |      |      |      |      |      |      |      |      |      |      |      |   |     |
| Sonnenstunden (h/d)   | 5,6  | 5,4  | 6,2  | 6,5  | 7,5  | 8,4  | 7,8  | 7,4  | 8,0  | 8,4  | 7,3  | 5,9  | ⌀ | 7   |
|                       |      |      |      |      |      |      |      |      |      |      |      |      |   |     |
| Luftfeuchtigkeit (%)  | 53   | 49   | 35   | 29   | 35   | 37   | 40   | 44   | 43   | 40   | 45   | 54   | ⌀ | 42  |

| −9,6 |

| −4,9 |

| 2,9 |

| 10,0 |

| 14,3 |

| 17,5 |

| 19,1 |

| 18,2 |

| 13,3 |

| 5,9 |

| −1,4 |

| −7,8 |

| −9,6 |

| −4,9 |

| 2,9 |

| 10,0 |

| 14,3 |

| 17,5 |

| 19,1 |

| 18,2 |

| 13,3 |

| 5,9 |

| −1,4 |

| −7,8 |